# 吉田ゐさお
吉田 ゐさお（よしだ いさお、1972年10月1日   ）は、日本の作曲家、ミュージシャン、音楽プロデューサー、俳優。本名は吉田功（よしだ いさお）。群馬県高崎市出身。前橋育英高等学校、東京音楽大学作曲科卒業。現在、洗足音楽大学大学院在学中。
芸能プロダクションAndmo所属。

## 年表
- 1972年　群馬県高崎市で生まれる
- 1992年　東京音楽大学入学
- 1994年　高木郁乃と「Jungle Smile」結成
- 1995年　YAMAHA Music Quest優秀賞
- 1996年　『風をおこそう』でデビュー
- 1997年　全日本有線放送大賞新人賞
- 1998年　アルバム『林檎のためいき』がオリコンアルバムチャート初登場5位を記録
- 2001年　『ジャンスマポップ 〜シングル集〜』を発売
- 2002年　「Jungle Smile」活動中止
- 2006年　CORE OF SOULの飯塚啓介と「マイコン兄弟」として活動
- 2007年　舞台『Job&Baby』出演
- 2008年　ケイダッシュグループに移籍
- 2010年　ACC（全日本CM放送連盟）で「ベスト音楽賞」を受賞
- 2011年　ジャングルスマイル15周年記念イベント＠J-POPカフェ
- 2012年　舞台「六男坊の嫁」（ふくふくや）出演
- 2013年　舞台「溺れる金魚」（演出／坂上忍）出演
- 2014年　舞台「Re:vers」本多劇場（演出／坂上忍）出演
- 2015年　木根尚登のプロデュースに参加
- 2016年　木根尚登、有働佳史と音楽演劇ユニット「劇団こどもみかん」[2]を立ち上げる
- 2016年　ジャングルスマイル20周年記念コンサート「ジャンスマ成人式」＠キネマクラブ
- 2017年　「劇団こどもみかん」による旗揚げ公演「結婚なんて、クソくらえっ！」[3]を上演
- 2018年　関ジャム 完全燃SHOWに唄踊りものCM音楽の名手として出演[4]
- 2019年　ラジオ高崎「＆RADIO」レギュラー放送開始
- 2020年　TCN「筆致俳句575」番組司会に抜擢
- 2021年　芸能プロダクションAndmoに移籍。私設オーケストラ「ぴーかぶぅオーケストラ」[5]結成。
- 2022年　洗足音楽大学大学院入学。BiSHのコンサート（＠代々木体育館）で指揮者として参加。

## 楽曲提供

### CD（アルバム、シングル）
- 徳永ゆうき
  - 「恋は難読駅名」 - アルバム『ゆうきの演歌 出発進行! ～徳永ゆうきベストセレクション～』に収録

- 飯塚雅弓
  - 「やさしい右手」、「お・し・え・て」 - アルバム『虹の咲く場所』に収録
  - 「ユニフォーム」 - アルバム『SMILE×SMILE』に収録
  - 「春、君想フ」 - アルバム『10 LOVE』に収録[6]
  - 「ワスレナグサ」 - アルバム『君へ。。。 with MAYU☆冬SELECTION』に収録
  - 「Milky way」 - アルバム『センチメンタルCANDY』に収録
- 手嶌葵
  - 「徒然曜日」- au携帯W51PのCM曲（album「春の歌集」）
  - 「卒業式」- （アルバム「春の歌集」）
  - 「心の調べ」- （アルバム「春の歌集」）
  - 「奇跡の星」- 映画「北極のナヌー」テーマ曲[6]
  - 「氷の大地」- NHK「フローズン プラネット」テーマ曲
  - 「神秘の世界」- NHK「神秘の北極圏」テーマ曲
- 山口理恵
  - 「ずっと」 - シングル『恋のビギナーなんです (T_T)』に収録
- 真璃子
  - 「Present」 - シングル『Present』に収録
- 森川美穂
  - 「Saison de l’amour」 - アルバム『Life is Beautiful』に収録
  - 「スペア・キー」 - アルバム「Love Letter」に収録
- ClariS
  - 「Neo Moon」 - シングル『irony』に収録
- C@n-dols
  - 「ハレワタル空の下」作詞・作曲・編曲 - シングル『年下の男の子』に収録
  - 「キミのカケラ」作詞・作曲・編曲 - シングル『年下の男の子』に収録
- AKB48 TeamK
  - 「初恋泥棒」作曲 - アルバム『4th stage 最終ベルが鳴る 〜studio recordings コレクション〜』に収録
  - 「16人姉妹の歌」作曲 - アルバム『4th stage 最終ベルが鳴る 〜studio recordings コレクション〜』に収録
- SKE48
  - 「ぼっちでスキップ」作曲・編曲 - シングル『無意識の色』に収録

### プロデュース
- 木根尚登
- Baby Boo
- 大山なつ
- CORE OF SOUL
- イズミカワソラ
- 児島ももこ
- 飯塚啓介

### CM[7][8]
- ミスタードーナツ「台湾粉粿フルーツティ」2024年
- ミスタードーナツ「ザクもっちリング」2023年
- サントリーフーズ「デカビタパワー」(出演: ジェラードン) 2023年
- ロート製薬「NEXTA」(出演: 辻元舞) 2023年
- Qvou「のむシリカ」2023年

- Panasonic「let’s ZEH」2023年
- 沖縄迷菓「シーサーの餌」(歌：ハンサム判治) 2023年
- 花王「サクセス育毛トニック」(出演: keats) 2023年
- 洋服の青山「おまとめ編」」(出演: 橋本環奈、博多華丸大吉) 2023年
- 静岡県軽自動車協会「旅に出るわ」2023年
- 東北電力「くみあわせつでん」2022年
- ダイナミクス「円と書いてKYUダンス篇」2022年
- 旭化成「冷凍貯金はじまりはじまり」(出演: 福原遥) 2022年
- docomoビジネス「経費が下がってるぞ編」2022年
- 青森県りんご対策協議会「りんごウーマン」(出演: 王林) 2022年
- アコム「はじめたいこと、はじめよう！」2022年
- グリコ「牧場しぼり」2022年
- クラシエ「クラシエつかめる実験！ふしぎ玉」2022年
- LAWSON「ローソン愛の食卓」(出演: アンミカ) 2022年
- UHA味覚糖「BUZZコロロ アサコロダンス」(出演：運上弘菜、HKT48) 2022年
- UHA味覚糖「RMP味覚糖～BUZZコロロ」(出演：浦川翔平、吉野北人、藤原樹) 2022年
- バンダイ「びっくら？たまご」2022年
- ワーナーブラザーズ「ザ・バットマンx Spotify音声広告」2022年
- BOVA「みんなのマーケット」＊ACCファイナリスト2022年
- 損保ジャパン「一石五鳥の企業保険」2022年
- トピー工業「TOPY100周年記念映像」2022年

- co-opdeli「冷凍ミールキット編」2022年

- クラシエ「ミルクラボ」2022年

- 伊豆箱根鉄道「のってこいずっぱこ」2022年

- アサヒビール「アサヒオフ」2022年
- 森永乳業「森永記憶対策ヨーグルト」2021年
- バンダイ「ピタッとながれ〜る CM」2021年
- 洋服の青山「青山はWでいい」2021年(出演: 橋本環奈)
- ポッカサッポロ「リボンナポリン2021」2021年
- AbemaTV「競輪グランプリCM」2020年
- 環境省「レジ袋削減アンバサダー」2020年(出演: 西川きよし、さかなクン)
- 第一三共「ロキソニンS」2020年(出演: 今田美桜)
- 日本ハム「袋のままできるオムライス」2020年(出演:伊織もえ)
- 集英社「やさしすぎるラグビー講座」2019年(出演:桐谷美玲)
- ロッテ「生ガーナ」2019年(出演:渡部 建)
- 第一三共「第一三共胃腸薬プラス2019年」(出演: 石塚英彦、みやぞん)
- エースコック「スープはるさめ」2019年(出演:中村アン)
- ロッテ「ガーナチョコ母の日」2019年(出演:渡辺直美)
- リクルート「ホットペッパーBeauty」2019年(出演:吉田羊)
- ライオン「Ban汗ブロック」2019年(出演：中村アン)
- アットコスメ「Beauty Day」2018年
- ニチバン「ロイヒつぼ膏」2018年
- 西部ガス「ガス床暖房」2018年
- ビオフェルミン製薬「ぽっこり整腸チュアブル」2018年
- 東京モノレール「空港快速」2018年(出演: 指原莉乃、HKT48)
- シャボン玉石けん「シャボンちゃんの歯磨き唄」2018年
- 森永「冷やし甘酒」2018年（出演：板谷由夏）

- 小田急電鉄「ハロー！ニュー小田急」2018年（出演：MIOYAE）
- 明光義塾「わかる話す身につく」2018年(出演:内村航平)
- 亀田製菓「ラッキーせんべい」2018年
- 俺の夢「橋本マナミが俺の嫁」2018年(出演：橋本マナミ)
- AiiA「乃木坂リズムフェスティバル」2018年(出演:乃木坂46)
- 楽天「ラクマ」2018年(出演:川栄李奈、デーモン閣下)[9]
- LINE「ポコパンタウン」2018年（出演：山下智久）

- キレイモ「キレイもっと」2017年（出演：板野友美、橘希、山根千佳）[10]
- 味の素「Mr.UMAMI」2017年（出演：吉田ゐさお）
- グランディハウス「グランディハウス」2017年（出演：りんか＆あんな）
- 森永「甘酒ばあちゃん」2017年（出演：板谷由夏）
- ヨドコウ「「似てるけどちがう」2017年（出演：杏）
- 第一三共「ロキソニン2017」2017年（出演：貫地谷しほり）

- ラビット「ラビットマン」2016年（出演：石塚英彦）
- LAWSON「ハル、はじまる。」2016年（出演：HKT48）
- 南海電鉄「関空篇」2016年（出演、唄：田原俊彦）
- JR西日本「Team夏旅応援団」2016年（出演：HKT48）
- KINCHO「タンスにゴンゴン 知りとーなかった篇」[11]2016年（出演：YAE、MIO、太田和彦

）※ギャラクシー賞を受賞
- 南海電鉄「南海体操」2015年（唄：田原俊彦）
- アサヒスタイルバランス「バランスシーソー」2015年（出演：浅田真央）
- LAWSON「野菜ひっこぬき隊」2015年（出演：HKT48）
- LAWSON「いくぞ!ローソン」2015年（出演：NGT48）

- ダイハツ「Cocoa」2014年（出演、唄：トリンドル玲奈、松崎しげる）
- Mondelēz Japan「リカルデント」2014年（出演：竹内結子）

- ライオン「BAN」2013年（出演：道端アンジェリカ）
- ワコール「リボンブラ×クロスブラ」2013年
- ヨドコウ「3人マリコ篇」2013年（出演・唄：AKB48 篠田麻里子）
- 白泉社「kodomoe」2013年（出演：豊田エリー）
- ORIX「CURE」2013年（出演：足立梨花）

- ライオン「NANOXが行く浅草編」2012年（出演：ベッキー）
- グリコ「カロリーコントロールアイス」2012年（出演：ハローキティ）
- 大阪人間科学大学「人文字篇」2012年
- 明治「Gran」2012年（出演：永作博美）
- 大正製薬「リアップX5」2012年（出演：水谷豊）
- ライオン「NANOXが行く神戸編」2012年（出演：ベッキー）
- サトウ食品「切り餅／鏡餅」2012年（出演：相川結）

- 日本スポーツ振興センター「toto」2011年（出演：前園真聖、中西永輔、名良橋晃）
- ヤクルト「ヤクルト400」2011年（出演：渡辺謙）
- サンヨー食品「カップスター」2011年（出演、唄：上戸彩）
- TOTO「スイスイキッチン篇」2011年（出演：小林聡美）
- ヨドコウ「ヨド物置エスモ」2011年（出演、唄：AKB48篠田麻里子）
- TOTO「新レスト」2011年（出演、唄：小林聡美、光石研）

- TOTO「CRASSO」2010年（出演：小林聡美）
- TOTO「sazana」2010年（出演：光石研）

- ワコール LALAN「リボンブラ体操」2009年　※ACC金賞と作曲賞を受賞[9][13]

### 映画・ドラマ（劇伴）
- スナック女子にハイボールを（2024年4月中京テレビ）山口紗弥加、北香那、Aマッソ加納[14]
- 映画「女優は泣かない」[15]（2023年12月）出演：蓮佛美沙子、伊藤万理華、浜野謙太
- 賭けからはじまるサヨナラの恋（2023年07月 U-NEXT）山崎紘菜、小関裕太、筧美和子、飯島寛騎

- オトッペ（2022年04月 NHK Eテレ）「せんぷうきチューン」「ゲット・オン・ザ・風呂」唄：木梨憲武
- パパ・ドント・クライ（2021年10月 イオンシネマ）藤原紀香、西島秀俊、阿佐ヶ谷姉妹
- オトッペ（2021年04月 NHK Eテレ）「ワオーン！ ワオーン！ ワオーン！」「ボンソワルツ」唄：パオロ
- おしゃれの答えがわからない（2021年03月 日本テレビ）出演：生見愛瑠
- オトッペ（2020年04月 NHK Eテレ）「おくちディスコ」「オトッペおんど」唄：天童よしみ[16]
- オトッペ（2019年04月 NHK Eテレ）「チャラ・ザ・ワールド」「ミーチャッタ・ダンス」[16]

- 面白南極料理人（2019年01月 TV大阪）出演：浜野謙太、マキタスポーツ、田中要次、緋田康人
- オトッペ（2018年04月 NHK Eテレ）「ＯＨ！ＯＨ！オトッペ」「バラバラバンバ」[16]
- 東京BTH〜BLOOD TYPE HOUSE〜（2018年12月 Amazonプライム）稲垣吾郎、要潤、勝地涼
- オトッペ（2017年04月 NHK Eテレ）「ウキウキオトッペ」「きっとそばにいる」「恋するなべぶぎょう」[16]
- わたしのウチにはなんにもない。(2016年02月 NHK-BS)出演：夏帆、近藤公園、朝加真由美、江波杏子
- 逆に聞こう!なぜ唄わない?（2015年04月 NHKドラマ）出演：浅利陽介、小倉久寛、根本正勝、はねゆり
- 私の部下は50歳（2014年04月 NHKドラマ）出演：木南晴夏、緋田康人
- レッドはツラいよ!!（2013年12月 NHKアニメ）声：山寺宏一
- ファルージャ　イラク戦争　日本人人質事件…そして（2013年12月7日／公開）[17]
- たった一度の雪 〜SAPPORO・1972年〜 （2007年02月 HBCドラマ）出演：神田沙也加、戸田恵子
- スナック女子にハイボールを（2024年4月5日 - 6月7日、中京テレビ）

### 舞台
- くまのがっこう音楽劇（2023年8月@シアターミクサ）[18] 原ののか、柳本はんな、鈴木亜美、西銘駿、藤重政孝、入絵加奈子
- くまのがっこう音楽劇（2022年8月@前田ホール）出演：原ののか、浜崎香帆、藤重政孝、長江崚行、北川理恵
- デジタル博品館劇場（2021年2月＠博品館劇場）出演：松尾諭、藤田朋子、美山加恋、福田転球、玉置孝匡
- デジタル本多劇場2（2020年8月＠本多劇場）出演：遠藤久美子、村井良大、前野朋哉
- デジタル本多劇場（2020年6月＠本多劇場）出演：甲本雅裕、駿河太郎、板野友美
- 結婚なんて、クソくらえっ！（2017年02月＠東京カルチャーｘ2）出演：三倉茉奈、古山憲太郎
- ウエストサイズストーリー（2014年＠シアターサンモール）脚本・演出：保木本真也
- 是非に及ばず（2009年10月＠北沢タウンホール）
- エヴリデイ・エヴリナイト（2008年10月＠深川江戸資料館）（出演：野村佑香、加藤理恵）
- Job&Baby（2007年03月＠青山円形劇場）（演出：赤間麻里子 出演：小日向しえ）

### その他
- オオカミちゃんには騙されない（2023年06月 Netflix）テーマ音楽
- 声優と夜あそび（2023年04月 AbemaTV）オープニング音楽

- 声優と夜あそび（2022年04月 AbemaTV）オープニング音楽
- 声優と夜あそび（2021年04月 AbemaTV）オープニング音楽
- 恋とオオカミには騙されない（2021年04月 AbemaTV）オープニング音楽
- ミッドナイト競輪（2020年09月 AbemaTV）オープニング音楽
- 声優と夜あそび（2020年04月 AbemaTV） オープニング音楽
- おかあさんといっしょ（2020年05月 NHK）こんげつのうた 「すすめ!すってんすっく!」

## 出演

### 舞台
- 結婚なんて、クソくらえっ！（2017年02月＠東京カルチャーｘ2）出演：三倉茉奈、古山憲太郎、山野海、石井康太、永島知洋、吉田ゐさお、木根尚登
- Re:verse（2014年04月＠本多劇場）教師役（脚本・演出 坂上忍 出演：水崎綾女、嘉門洋子、小野真弓、桑原みずき、周防ゆきこ）
- 溺れる金魚（2013年08月＠下北沢「劇」小劇場）刑事 役（脚本・演出 坂上忍）
- DRUG STORE（2013年01月＠吉祥寺シアター）小室哲哉 役（脚本・演出 坂上忍）
- 六男坊の嫁（2012年05月下北沢「劇」小劇場）寅二役（劇団ふくふくや）
- 薔薇&茶（2012年01月＠池袋シアターグリーン）
- 薔薇画茶〜バラエティー〜（2010年12月＠池袋シアターグリーン）
- 是非に及ばず（2009年10月＠北沢タウンホール）徳川家康、浅井久政役
- エヴリデイ・エヴリナイト（2008年10月＠深川江戸資料館）管理人役（出演：野村佑香、加藤理恵、松永かなみ）
- Job&Baby（2007年03月＠青山円形劇場）鍵の番人役（演出：赤間麻里子 出演：小日向しえ）

### 映画
- ウィーアーリトルゾンビーズ（2019年6月）ホームレスギタリスト役（脚本・監督：長久允）[19]

- 好きだ、（2006年02月）プロデューサー 役（監督：石川寛 出演：西島秀俊、宮崎あおい、永作博美）[20]

### CM[7]
- アサヒスタイルバランス「果樹園シーソー」（2015年）ナレーション
- AEON「トップバリュ感謝の値下」ナレーション
- トピー工業「TOPY100周年記念映像」（2022年）ナレーション
- バンダイ「びっくら？たまごCM」（2022年）ナレーション
- クラシエ「ミルクラボ」（2022年）ナレーション
- 味の素「Mr.UMAMI」（出演：吉田ゐさお）2017年05月
- オムロン「血圧道場編」（共演：相田翔子）2004年06月

### TV
- 筆致俳句575（2020年01月 - TOKAIケーブルネットワーク）司会[21]

- 関ジャム 完全燃SHOW（2018年7月1日- テレビ朝日）ゲスト[4]
- トコカラグランプリ（2017年03月～放送中　TOKAIケーブルネットワーク）審査員
- mctv（2004年12月 - 2005年3月 スペースシャワーTV）

### コンサート
- くまのがっこう音楽劇「劇中歌コンサート」2024年1月20日＠渋谷LOFT9[22]
- BiSH「世界で一番綺麗なBiSH」2022年12月22日　＠国立代々木競技場第一体育館

- 木根尚登　NAOTO KINE 30th Anniversary Concert “Thanks a million!” 2022年 ＠浅草花劇場
- 吉田ゐさおwithぴーかぶぅオーケストラ「高崎こどもコンサート」2022年高崎音楽祭　＠高崎芸術劇場
- 木根尚登　公開レコーディングライブ「ALT●REC」2021年12月31日　＠大手町三井ホール
- 吉田ゐさおwithぴーかぶぅオーケストラ「高崎こどもコンサート」2021年高崎音楽祭　＠高崎芸術劇場
- 木根尚登「ニューロマンチックシアター」2019年　＠TIAT SKY HALL
- 木根尚登「new STORY」2018年　＠TIAT SKY HALL
- 木根尚登「Return」2017年　＠ザ・ガーデンルーム
- ジャングルスマイル「ジャンスマ、成人式」2016年11月21日＠東京キネマ倶楽部
- 木根尚登「REBOOT」2015年　＠Mt.RAINIER HALL SHIBUYA
- ジャングルスマイル「再会」2014年2月8日　＠静岡セノバ

### ラジオ
- ラジオ高崎「Air Place」土曜日パーソナリティ 2・4週目（2018年04月～2019年03月）
- ラジオ高崎「&RADIO」土曜日パーソナリティ 2・4週目（2019年04月～放送中）[23]